# Arunguita
La arunguita es un estilo musical y una danza folklórica originaria de la Provincia de Santiago del Estero en Argentina, a mediados del siglo XIX y limitada a la misma. En las letras suele utilizarse el quichua, razón por la cual ha sido erróneamente llamada también danza quichua.
Se trata de una danza de pareja suelta que tiene la particularidad de los movimientos elegantes y vivos que realizan los bailarines.

## Origen
La Arunguita
fue documentada, entre otros, por Isabel Aretz, Carlos Vega y Andrés Chazarreta. Este último indica en su "Cuarto álbum musical" que tomó el estilo de una persona llamada J. Ledesma.
Se originó y continúa bailando principalmente en la Provincia de Santiago del Estero. Está estrechamente relacionada con otros estilos de la región norte, sobre todo con la Lorencita, propia de Catamarca y Tucumán.

## Características
El estilo se caracteriza por su ritmo vivaz y tiene una estructura de dos estrofas seguidas de un estribillo, en dos partes (primera y segunda).  
Una versión tradicional de la arunguita es la siguiente:

Kawsanimi agonizaspa
wañus causa de un dolor
por una preciosa flor
sonqoyta martirizaspa.

Maytaq mamayki
Yakumanrera ~
Tatayki rispa,
Arunga, sukwan tarera
Arunguita chiquitita,
Arunguita de mi amor.

## Traducción
Causanimi agonizaspa                                                                             Ciertamente vivo agonizando
huañus causan de un dolor                                                                       Desesperando de un dolor
por una preciosa flor 
zonckoyta martirizaspa                                                                            está martirizando mi corazón
Maytaj mamayqui?                                                                                  ¿Dónde está tu madre?
Yacúman ´rera ~                                                                                        fue a buscar agua
Tatayqui ´rispa                                                                                           tu padre fue
Arunga, sújuan tarera                                                                               Arunga,la encontró con otro.
Arunguita chiquitita Arunguita de mi amor.

## Coreografía
Es una danza de pareja suelta e independiente, con primera y segunda, precedidas de una introducción de ocho compases, en la que el hombre corteja a la mujer y ambos expresan sus sentimientos con vivos movimientos del pañuelo.
La primera y la segunda son iguales, con la única diferencia que comienzan de esquinas opuestas. 
1. Cuatro esquinas
2. Avance al centro, saludo
3. Retroceso, con pañuelo vivo
4. Zapateo y zarandeo
5. Media vuelta al encuentro.

### Para oír
- "Arunguita" Archivado el 4 de marzo de 2016 en Wayback Machine.. Música folklórica, Oni Escuelas.

### Para ver y oír
- "Arunguita", Taller de danzas del Programa Patios Abiertos en E.S.B.N.º 5. San José. Buenos Aires. YouTube.

- Datos: Q5707612